# Battaglia Terme
Pour les articles homonymes, voir Battaglia et Terme.
Battaglia Terme est une commune italienne de la province de Padoue, dans la région Vénétie.

## Administration
| Période                                  | Période | Identité | Étiquette | Qualité |
| ---------------------------------------- | ------- | -------- | --------- | ------- |
|                                          |         |          |           |         |
| Les données manquantes sont à compléter. |         |          |           |         |

### Communes limitrophes
Due Carrare, Galzignano Terme, Monselice, Montegrotto Terme, Pernumia.

## Lieux et monuments
- Château du Catajo.